# Lancer du disque féminin aux championnats du monde d'athlétisme 1983
Navigation
Rome 1987
L'épreuve du lancer du disque féminin des championnats du monde d'athlétisme 1983 s'est déroulée les 9 et 10 août 1983 dans le Stade olympique d'Helsinki, en Finlande. Elle est remportée par l'Est-allemande Martina Hellmann.

## Résultats

### Finale
| Rang               | Athlète              | Pays               | Essais | Essais | Essais | Essais | Essais | Essais | Marque  | Notes |
| Rang               | Athlète              | Pays               | 1      | 2      | 3      | 4      | 5      | 6      | Marque  | Notes |
| ------------------ | -------------------- | ------------------ | ------ | ------ | ------ | ------ | ------ | ------ | ------- | ----- |
| Médaille d'or      | Martina Hellmann     | Allemagne de l'Est | X      | 66.42  | 67.76  | 67.22  | 68.74  | 68.94  | 68,94 m | CR    |
| Médaille d'argent  | Galina Murašova      | Union soviétique   | X      | 64.82  | 65.96  | 64.80  | X      | 67.44  | 67,44 m |       |
| Médaille de bronze | Mariya Petkova       | Bulgarie           | 62.48  | 66.44  | X      | X      | X      | X      | 66,44 m |       |
| 4                  | Tsvetanka Khristova  | Bulgarie           | 65.62  | 65.62  | 63.62  | 62.24  | 63.42  | 62.90  | 65,62 m |       |
| 5                  | Gisela Beyer         | Allemagne de l'Est | X      | 65.06  | 65.00  | X      | 63.84  | 65.26  | 65,26 m |       |
| 6                  | Zdeňka Šilhavá       | Tchécoslovaquie    | 60.58  | 64.18  | 62.76  | X      | 64.32  | X      | 64,32 m |       |
| 7                  | Ria Stalman          | Pays-Bas           | 61.48  | 63.76  | 62.42  | 59.50  | 63.20  | 62.92  | 63,76 m |       |
| 8                  | Meg Ritchie          | Royaume-Uni        | 60.66  | 62.50  | 60.50  | 60.64  | X      | X      | 62,50 m |       |
| 9                  | Florența Crăciunescu | Roumanie           | 55.56  | X      | 62.14  |        |        |        | 62,14 m |       |
| 10                 | Svetla Mitkova       | Bulgarie           | 56.50  | 62.06  | 57,44  |        |        |        | 62.06 m |       |
| 11                 | Galina Savinkova     | Union soviétique   | X      | X      | 59.28  |        |        |        | 59,28 m |       |
| 12                 | Maria Badea          | Roumanie           | 52.64  | 57.96  | 58.10  |        |        |        | 58,10 m |       |

## Légende
Records et Performances
- AR : Record continental (area record)
- CR : Record des championnats (championship record)
- MR : Record du meeting (meet record)
- NR : Record national (national record)
- OR : Record olympique (olympic record)
- PR : Record paralympique (paralympic record)
- PB : Record personnel (personal best)
- SB : Meilleure performance personnelle de la saison (season's best)
- WL : Meilleure performance mondiale de l'année (world leader)
- WJR : Record du monde junior (world junior record)
- WR : Record du monde (world record)

Circonstances et Conditions
- DNF : N'a pas terminé (did not finish)
- DNS : N'a pas pris le départ (did not start)
- DQ : Disqualification (disqualification)
- NM : Aucun essai valable enregistré (No Mark)
- Q : Qualifié « directement » au prochain tour (ou à la prochaine compétition), lors d'une compétition majeure, grâce au classement ou à la réalisation des minima (automatic qualifier)
- q : Qualifié au prochain tour (ou à la prochaine compétition), lors d'une compétition majeure, grâce au repêchage ou à la réalisation de l'une des meilleures performances parmi celles des « non qualifiés directement » (grâce au meilleur temps ou à la meilleure distance par exemple) (secondary qualifier)